# Hypotrachyna ligulata
Hypotrachyna ligulata är en lavart som beskrevs av M. D. E. Knox. Hypotrachyna ligulata ingår i släktet Hypotrachyna och familjen Parmeliaceae.   Inga underarter finns listade i Catalogue of Life.